# うおなてれぴん
うおなてれぴんは、日本の漫画家。神奈川県相模原市在住。
1997年以降、コアマガジン系の美少女アダルト雑誌で「非アダルト枠（非18禁）」の日常コメディ「しすこれ」を断続的に長期発表、登場する少女たちがフェティシズムやライトな百合要素を絡め、多種多様なコスプレに興じつつ珍問答を繰り広げる自作の基本モチーフを確立。のち2006年から一般誌で連載した「まん研」その他の作品でも、多方面の「フェチ」「コスプレ」に百合を絡める日常系コメディという設定を好んで多用している。
バレエ漫画の象徴であるチュチュやレオタード、コスプレネタで定番と言えるバニースーツなどはもとより、美少女が全身タイツを着用するなど、コント的要素が強い衣装をネタに取り込む芸風でもある。

## 作品リスト
- しすこれ うん、やっぱりコレしかっ!!（コアマガジン、全2巻）
- 魔法使いしかっ!!（コミックメガストア連載、幻冬舎コミックス、単巻）
- まん研（芳文社：まんがタイムきららMAX連載、全3巻）
- ただいま侵略中!（双葉社：コミックハイ!連載、全2巻）
- 生徒会長が百合好きでも問題ナシ!?（角川書店：4コマnanoエース連載、単巻）